# Csernoocsene
Csernoocsene (bolgárul Черноочене) bolgár kistérség Kardzsali megyében, 15 373 lakossal (2009-es adatok). 

## Települések
A kistérség a következő településekből áll:
- Bakalit
- Bărza reka
- Bedrovo
- Bezvodno
- Beli vir
- Besnurka
- Bozsurci
- Borovsko
- Bosilica
- Bostanci
- Cerna niva
- Csernoocsene (kistérségi központ)
- Daskalovo
- Draganovo
- Duska
- Djadovsko
- Gabrovo
- Jabalcseni
- Javorovo
- Joncsovo
- Kableskovo
- Kanjak
- Komuniga
- Kopitnik
- Kucovo
- Ljaskovo
- Minzuhar
- Murga
- Nebeska
- Nocsevo
- Novi pazar
- Novoszeliste
- Panicskovo
- Patica
- Pcselarovo
- Petelovo
- Prjaporec
- Rusalina
- Sokolite
- Srednevo
- Sredska
- Strazsnica
- Svobodinovo
- Vazel
- Versko
- Vodacs
- Vojnovo
- Vozsdovo
- Zseleznik
- Zsenda
- Zsitnica

## Fordítás
Ez a szócikk részben vagy egészben  a(z)   Černoočene című olasz Wikipédia-szócikk ezen változatának fordításán alapul.  Az eredeti cikk szerkesztőit annak laptörténete sorolja fel. Ez a jelzés csupán a megfogalmazás eredetét és a szerzői jogokat jelzi, nem szolgál a cikkben szereplő információk forrásmegjelöléseként.